# Babie lato (film)
Babie lato (cz. Babí léto) – czeska tragikomedia z 2001 roku.

## Główne role
- Vlastimil Brodský – František Hána
- Stella Zázvorková – Emílie Hánová
- Stanislav Zindulka – Eda
- Ondřej Vetchý – Jára Hána
- Petra Špalková – Králová
- Jiří Lábus – Agent
- Zita Kabátová – Maruška Grulichová
- Kateřina Pindejová – Sędzina
- Lubomír Kostelka – Vondráček
- Juraj Johanides – Dr Rysavý
- Zuzana Fialová – Erna
- Simona Stašová – Marcela
- Magdalena Sidonová – Marcela
- Vlastimil Zavřel – Hlavatý
- Martin Sitta – Král

## Fabuła
75-letni František Hána jest młodym duchem marzycielem, dla którego świat jest miejscem spełniania swoich pragnień. W odróżnieniu od zamartwiającej się żony, nie godzi się na nudne, pełne rezygnacji życie emeryta. Dla niego życie to wyzwanie, w którym każdy dzień to szansa na nową przygodę. Razem ze starym kolegą z operetki Edą, postanawia przenieść swoje teatralne role w życie i w ten sposób spełnić swoje pragnienia.

## Nagrody i nominacje
Czeskie Lwy 2001
- Najlepszy scenariusz – Jiří Hubač
- Najlepszy aktor – Vlastimil Brodský
- Najlepsza aktorka – Stella Zázvorková
- Najlepszy aktor drugoplanowy – Stanislav Zindulka
- Najlepszy film (nominacja)
- Najlepsza reżyseria – Vladimír Michálek (nominacja)
- Najlepsze zdjęcia – Martin Štrba (nominacja)
- Najlepsza muzyka – Michał Lorenc (nominacja)
- Najlepszy montaż – Jiří Brožek (nominacja)